# Lucky Star (Madonna)
Lucky Star è una canzone della cantante statunitense Madonna contenuta nel suo album d'esordio Madonna.
Pubblicato nel Regno Unito l'8 settembre 1983 dalla Sire Records, fu il quarto singolo estratto dall'album. Lucky Star fu scritta da Madonna e prodotta da Reggie Lucas. Tuttavia, durante la registrazione, a Madonna non piaceva la versione di Lucas, così chiamò il suo fidanzato di allora, John "Jellybean" Benitez, per remixare la traccia secondo le sue idee.
Come lato B del singolo fu utilizzata la canzone I Know It nell'edizione statunitense e Think of Me in quella per il mercato europeo. Il brano fu "testato" come terzo singolo estratto dall'album nel settembre del 1983 e solo per il mercato anglosassone, ma vista la scarsa risposta del pubblico fu abbandonato in favore di Holiday e ripubblicato l'anno successivo entrando tra i primi venti posti nelle classifiche britanniche. La prima versione di Lucky Star, ritirata dal mercato in favore di Holiday, rappresenta un autentico oggetto di culto tra i collezionisti. Il testo della canzone affianca il corpo maschile al corpo celeste delle stelle. Le strofe del ritornello della canzone ("Starlight, star bright, first star I see tonight...") sono tratte da una celebre ninna nanna tradizionale statunitense.
I critici musicali lodarono la canzone definendola la foriera della musica dance upbeat. Lucky Star divenne la prima canzone della cantante a raggiungere i primi cinque posti nella classifica generale di Billboard. Inoltre divenne la prima numero uno nella classifica dance di Billboard. Il singolo vendette 1 180 000 copie a livello mondiale.
Nel videoclip Madonna balla di fronte a uno sfondo bianco accompagnata dai suoi ballerini. Dopo la pubblicazione del video lo stile di Madonna e il suo modo di fare divennero di moda tra le generazioni più giovani. Gli studiosi notarono che nel video Madonna rappresentava se stessa come una donna narcisista e ambigua. Presentava se stessa come la "stella portafortuna", diversamente da quanto recitano i versi della canzone.
Una versione rimasterizzata di Lucky Star fu inclusa nella prima raccolta della cantante The Immaculate Collection, uscita nel 1990. Inoltre, il brano appare nella compilation di video musicali It's that Girl, pubblicata esclusivamente nel Regno Unito, nell'EP Like a Virgin & Other Big Hits, pubblicato per il solo mercato giapponese, e nell'album di greatest hits Celebration (2009). La canzone è anche inclusa nella colonna sonora del film Snatch - Lo strappo, diretto nel 2001 da Guy Ritchie, ex marito di Madonna.
Madonna ha eseguito Lucky Star in quattro dei suoi tour: il Virgin Tour (1985), l'Who's That Girl Tour (1987), il Confessions Tour (2006) e il Rebel Heart Tour (2015-16).
La versione dal vivo del brano eseguita durante il Confessions Tour del 2006 fu pubblicata sull'album The Confessions Tour, uscito nel 2007.

## Descrizione
Inizialmente Lucky Star avrebbe dovuto essere pubblicata come terzo singolo dell'album Madonna, ma Holiday era già diventata un successo negli Stati Uniti. Quindi, Lucky Star fu estratto come quarto singolo dell'album. Secondo Rikky Rooksby, il testo ripetitivo e vuoto della canzone parla della trasparente ambiguità delle stelle, e compara l'uomo con una stella del cielo. Musicalmente, "Lucky Star" è una traccia dance di ritmo medio, che inizia con frammenti di note sintetizzate, seguite da percussioni elettroniche forti e battiti di mani. Successivamente, si apprezza una chitarra con un riff acuto accompagnato da un suono grave del sintetizzatore. La canzone ripete costantemente l'hook star light, star bright - in italiano: "stella luminosa, stella brillante", per più di un minuto, prima di dare inizio al ritornello.

## Video musicale
Il video di Lucky Star fu diretto da Arthur Pierson e prodotto da Glenn Goodwin, mentre Wayne Isham fu incaricato di occuparsi della fotografia. Il video è molto semplice, ma servì ad imporre l'immagine di Madonna, che si esibisce su uno sfondo interamente bianco assieme a due ballerini, gli stessi che qualche tempo prima apparivano nel video di Everybody e di Holiday, suo fratello Christopher e l'amica Erica Bell.
Qui Madonna è vestita di nero e indossa guantini di pizzo, anticipando lo stile "Boy Toy" utilizzato per il successivo album Like a Virgin. Madonna indossava crocifissi negli orecchini e nelle collane. Madonna affermava che indossare un rosario o un crocifisso è "anticonformista e interessante. Intendo dire che, tutto quello che io faccio è ironico. Oltre a ciò, i crocifissi sembrano stanno bene insieme al mio nome." In realtà, Madonna cercava di trovare un'immagine per se stessa, ispirata da artisti quali Boy George, Cyndi Lauper e David Bowie, caratterizzati da un costante cambio di immagine. Nel video, Madonna indossava un completo nero e stivaletti neri, i suoi capelli arruffati erano legati da un nastro nero. Inoltre, indossava un orecchino nell'orecchio destro, guanti tagliati e braccialetti di gomma. A curare la sua immagine era stata l'amica di allora, Erika Belle, anche se la scrittrice Mary Cross afferma che il look che Madonna aveva scelto per il video rispecchiava il modo in cui l'artista vestiva ogni giorno. Il video inizia con un primo piano del volto di Madonna, mentre fa scivolare sul naso i suoi occhiali da sole. La scena richiamava la protagonista femminile del film Lolita di Stanley Kubrick (1962), e Audrey Hepburn nel film Colazione da Tiffany.

## Tracce
- US 12" promo[4]

1. A. Lucky Star - 5:30
2. B. Holiday - 6:08

- US 7"[5]

1. A. Lucky Star (7" Edit) - 3:44
2. B. I Know It (LP Version) - 3:45

- US 12"[6]

1. A. Lucky Star (New Mix) - 7:15
2. B. I Know It (LP Version) - 3:45

- UK 12"[7]

1. A. Lucky Star (Full Length Version) - 5:38
2. B. I Know It - 3:47

- DEU 1995 / UK CD Maxi single[8]

1. Lucky Star (U.S. Remix) - 7:15
2. I Know It - 3:47

- DEU 1995 12" / CD single; UK CD single[9]

1. Holiday (LP version) – 6:07
2. Lucky Star (LP version) – 5:37

- 2023 Digital single[10]

1. "Lucky Star" (LP version) – 5:37
2. "Lucky Star" (7" Edit) - 3:53
3. "Lucky Star" (New Mix) - 7:15

## Cover

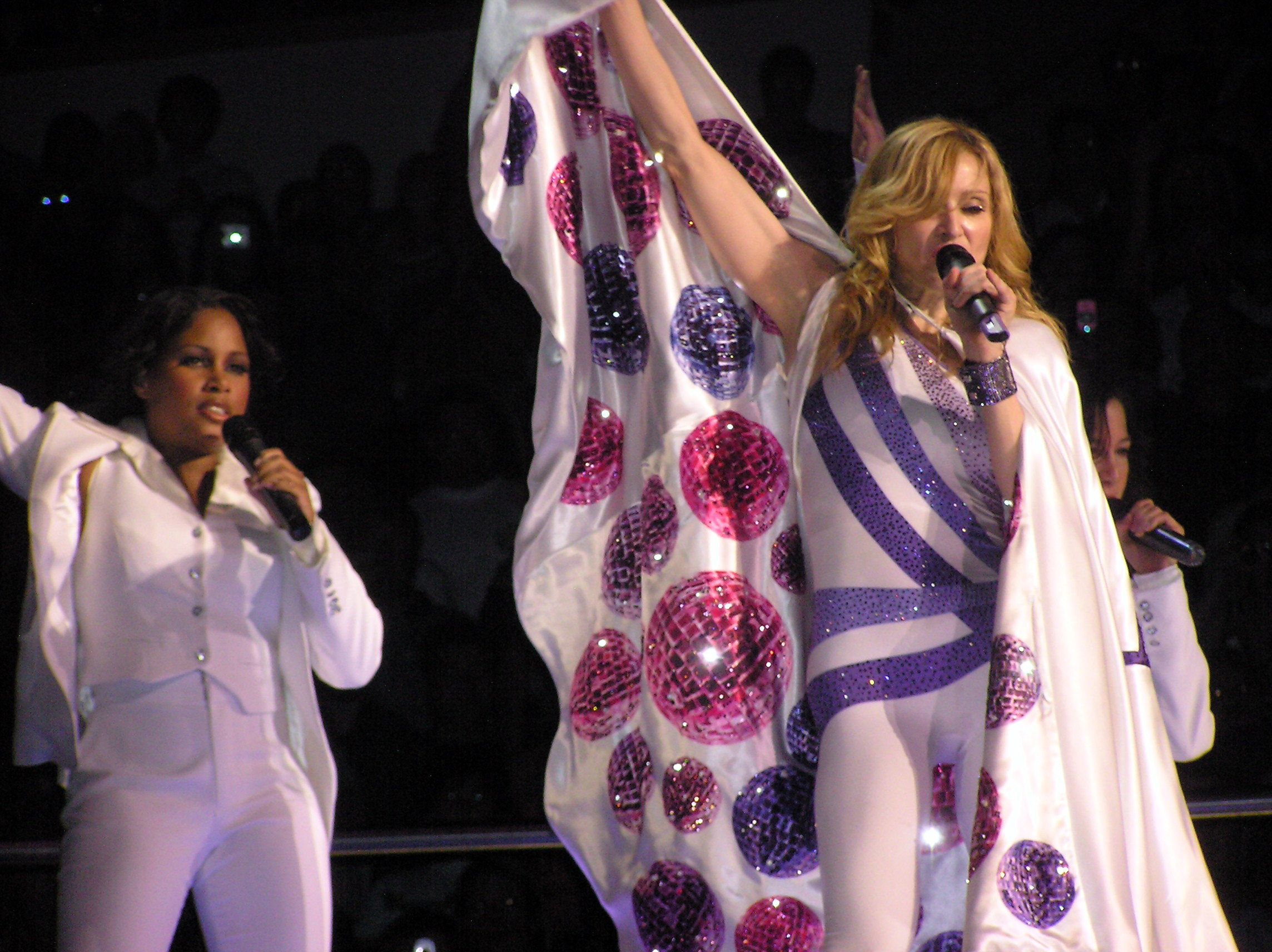
Madonna durante il suo Confessions Tour del 2006 mentre canta Lucky Star

Una cover del brano è stata incisa dai Switchblade Symphony per l'album-tributo a Madonna Virgin Voices: A Tribute to Madonna, volume two (2000)

## Esecuzioni dal vivo
"Lucky Star" è stata eseguita in quattro dei tour mondiali di Madonna:The Virgin Tour (1985), Who's That Girl Tour (1987),Confessions Tour (2006) e Rebel Heart Tour (2015-16). Durante il Virgin Tour, Madonna indossava un abito completamente nero, composto da un top e una giacchetta nera, guanti con le frange al gomito, una minigonna nera a frange sopra un paio di leggings neri, e un paio di stivali di pelle neri. Indossava un orecchino a forma di crocifisso nell'orecchio destro, e una croce patente nella spalla destra della giacca. Madonna cantava la versione originaria della canzone, saltellando per il palco, mostrando la sua pancia. Durante il Who's that Girl, "Lucky Star" era la seconda canzone in scaletta. Una sfera da discoteca a specchietti girava sul palco, mentre Madonna e i ballerini ballavano ballavano sul palco, mentre la luce della sfera tremolava su di loro come la luce di una stella. Madonna indossava un bustino nero, uguale a quello che indossava nel video di Open Your Heart (1987). Durante il Confessions Tour, "Lucky Star" Madonna indossava un body bianco e viola, disegnato da Jean-Paul Gaultier. Dopo aver eseguito La Isla Bonita, Madonna si distende sul palco mentre le sue ballerine avvolgono attorno a lei una cappa, che poi si apre a farfalla. Al termine della canzone, iniziano le note di Hung Up. Nel Rebel Heart Tour, Madonna canta "Lucky Star" in stile flamenco, in un medley con Dress You Up, Into the Groove, e Everybody. Durante l'esibizione, Madonna indossa un vestito di ispirazione latina e gipsy, creato da Alessandro Michele per Gucci.

## Classifiche

### Classifiche settimanali
| Classifiche (1983-84)    | Posizione massima |
| ------------------------ | ----------------- |
| Canada                   | 8                 |
| Irlanda                  | 19                |
| Stati Uniti              | 4                 |
| Stati Uniti (Dance Club) | 1                 |

## Date di pubblicazione
| Paese       | Data di pubblicazione |
| ----------- | --------------------- |
| Regno Unito | 8 settembre 1983      |
| Regno Unito | Marzo 1984            |
| Mondo       | 8 agosto 1984         |
| Giappone    | 25 agosto 1984        |

## Accrediti
- Scritta da: Madonna
- Prodotta da: Reggie Lucas
- Sintetizzatori: Dean Gant, Fred Zarr e Ed Walsh
- Piano elettrico e acustico: Dean Gant e Fred Zarr
- Chitarre: Reggie Lucas, Ira Siegal e Paul Pesco
- Batteria elettrica: Reggie Lucas e Leslie Ming
- Sassofono: Bobby Malach
- Basso elettrico: Anthony Jackson
- Cori: Gwen Guthrie, Norma Jean Wright, Madonna, Brenda White e Chrissy Faith
- Mixaggio: John "Jellybean" Benitez